# Taşlıçay
Taşlıçay ist eine Kreisstadt und ein Landkreis in der Türkei. Beide liegen in der ostanatolischen Provinz Ağrı. Der Kreis liegt zentral in der Provinz und grenzt im Süden an die Provinz Van und im Norden an die Provinz Iğdır.
Der Bucak Taşlıçay wurde 1954 vom zentralen Landkreis (Merkez) abgetrennt und ist seitdem ein selbständiger Landkreis. Die Kreisstadt beherbergt 6140 Einwohner (ca. 32 Prozent der Landkreisbevölkerung). Des Weiteren existieren noch 37 Dörfer (Köy) mit durchschnittlich 356 Einwohnern. Kumluca (1543) und Aşağıdumanlı (1196) sind die bevölkerungsreichsten, und weitere 13 Dörfer haben ebenfalls mehr Einwohner als der Durchschnitt. Die Bevölkerungsdichte erreicht etwa die Hälfte des Provinzwertes (23,5 Einw. je km²).

## Geschichte
Die Region ist seit frühgeschichtlicher Zeit besiedelt und war Teil der historischen Region Bagrevand im  Königreich Armenien. Beim nahegelegenen Dorf Tașteker lag Bagavan, eine der wichtigsten vorchristlichen Pilgerstätten Armeniens, die nach der Christianisierung Armeniens zu einem zentralen Heiligtum der armenischen Kirche wurde. Im Völkermord an den Armeniern  wurde das Kloster von der türkischen Armee zerstört, 1948 wurden die Ruinen gesprengt und die Steine zum Bau einer Moschee verwendet.